# Srbce (okres Prostějov)
Obec Srbce se nachází v okrese Prostějov v Olomouckém kraji. Žije zde 78 obyvatel.

## Historie
První písemná zmínka o obci pochází z roku 1141.

## Obyvatelstvo

### Struktura
Vývoj počtu obyvatel za celou obec i za jeho jednotlivé části uvádí tabulka níže, ve které se zobrazuje i příslušnost jednotlivých částí k obci či následné odtržení.
| Místní části   | Místní části | 1869 | 1880 | 1890 | 1900 | 1910 | 1921 | 1930 | 1950 | 1961 | 1970 | 1980 | 1991 | 2001 | 2011 |
| -------------- | ------------ | ---- | ---- | ---- | ---- | ---- | ---- | ---- | ---- | ---- | ---- | ---- | ---- | ---- | ---- |
| Počet obyvatel | část Srbce   | 144  | 166  | 173  | 177  | 154  | 159  | 182  | 121  | 116  | 98   | 98   | 81   | 91   | 81   |
| Počet domů     | část Srbce   | 23   | 27   | 27   | 27   | 29   | 30   | 36   | 34   | 29   | 32   | 28   | 32   | 35   | 35   |

## Pamětihodnosti
- Zvonice na návsi

## Galerie

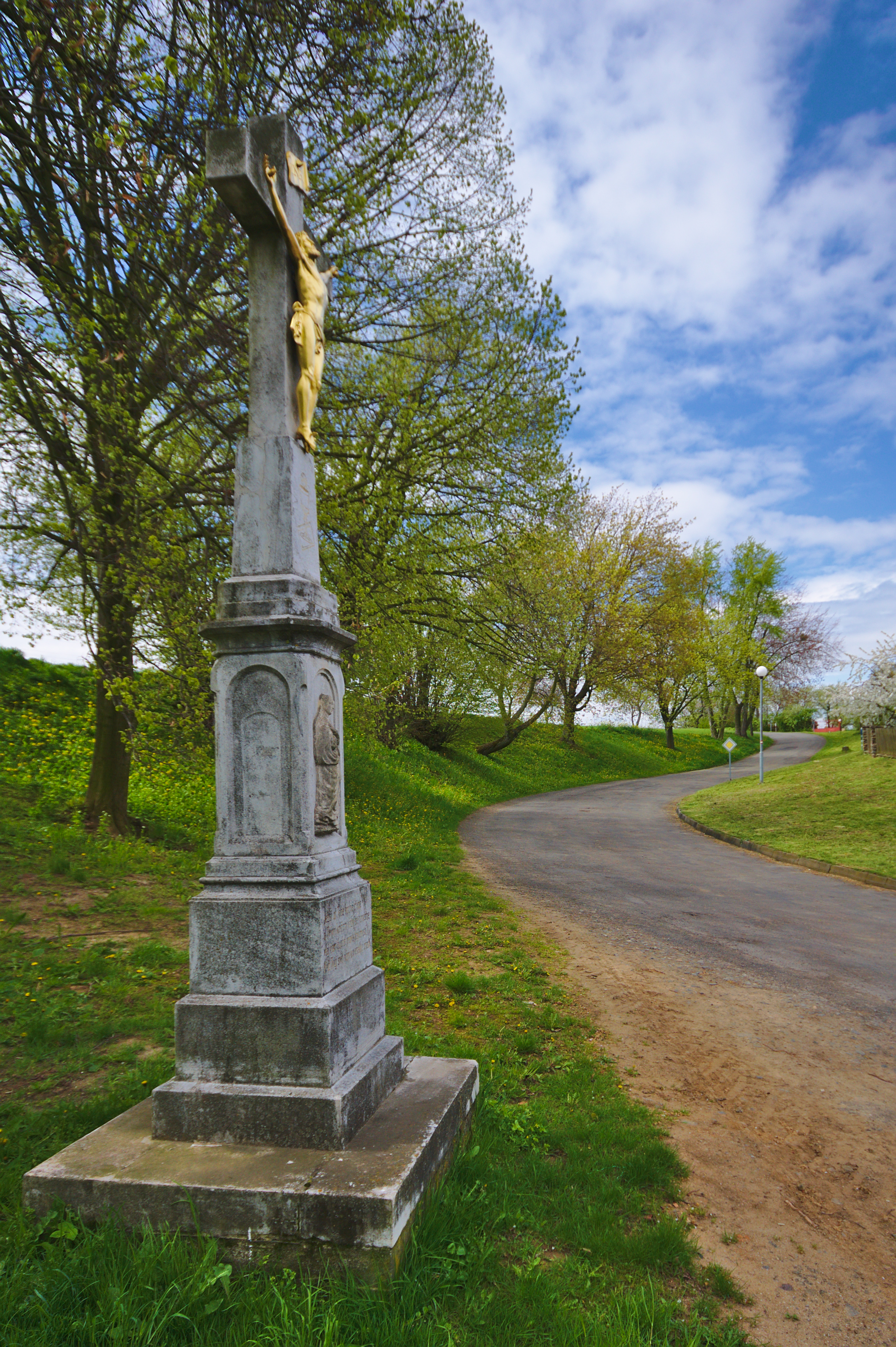
Kříž v jižní části obce
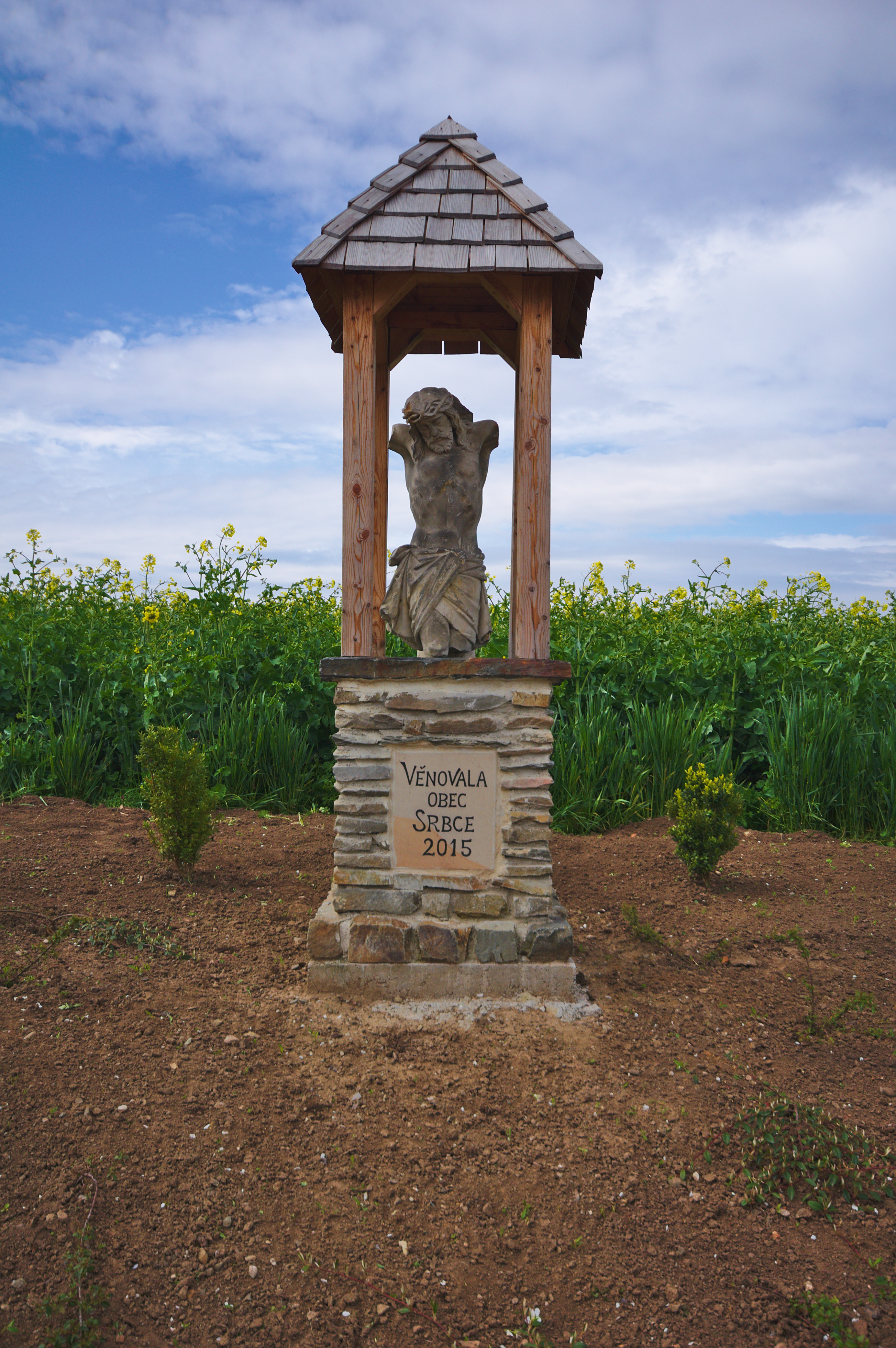
Torzo sochy Ježíše
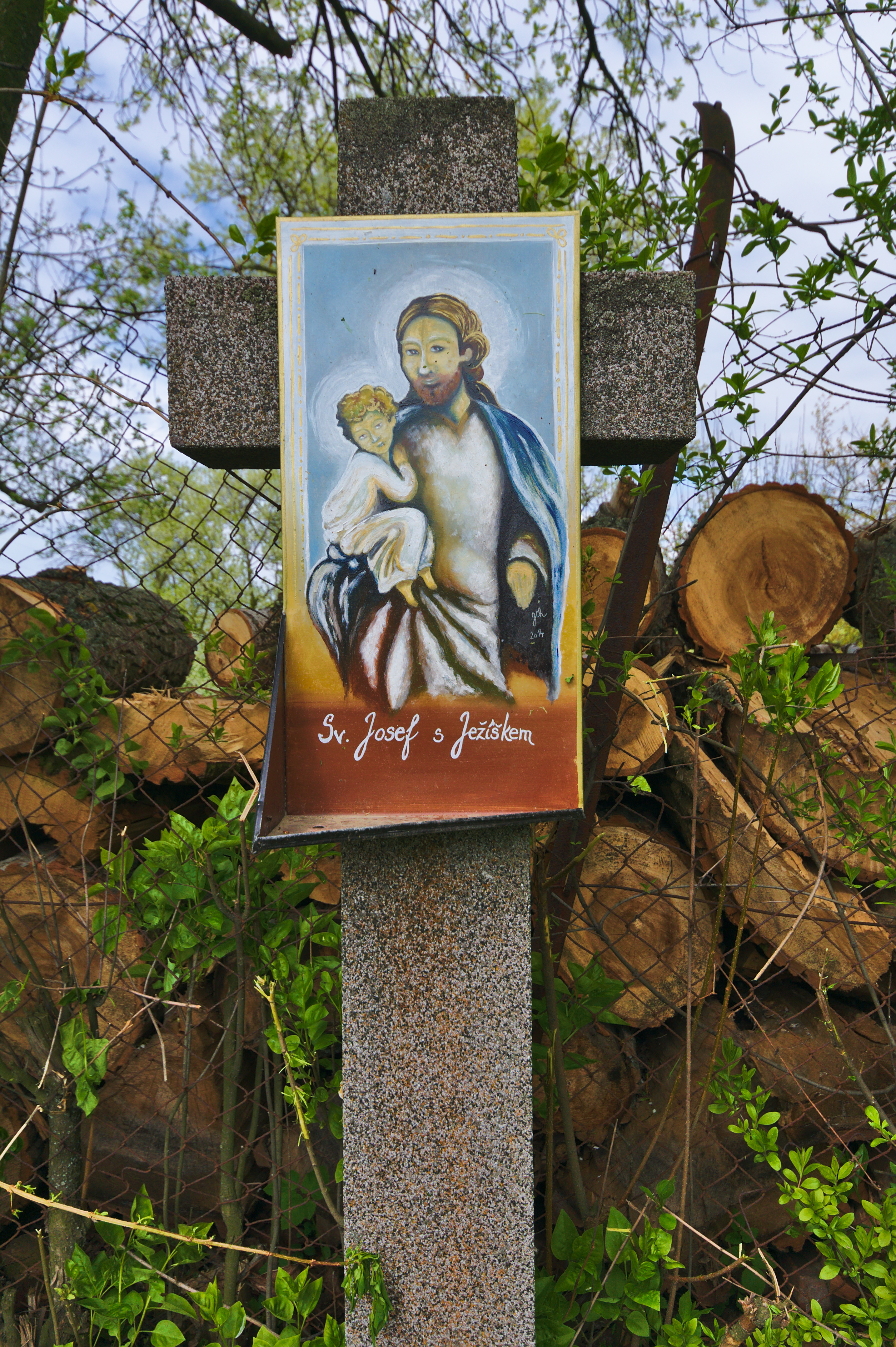
Boží muka v jižní části obce
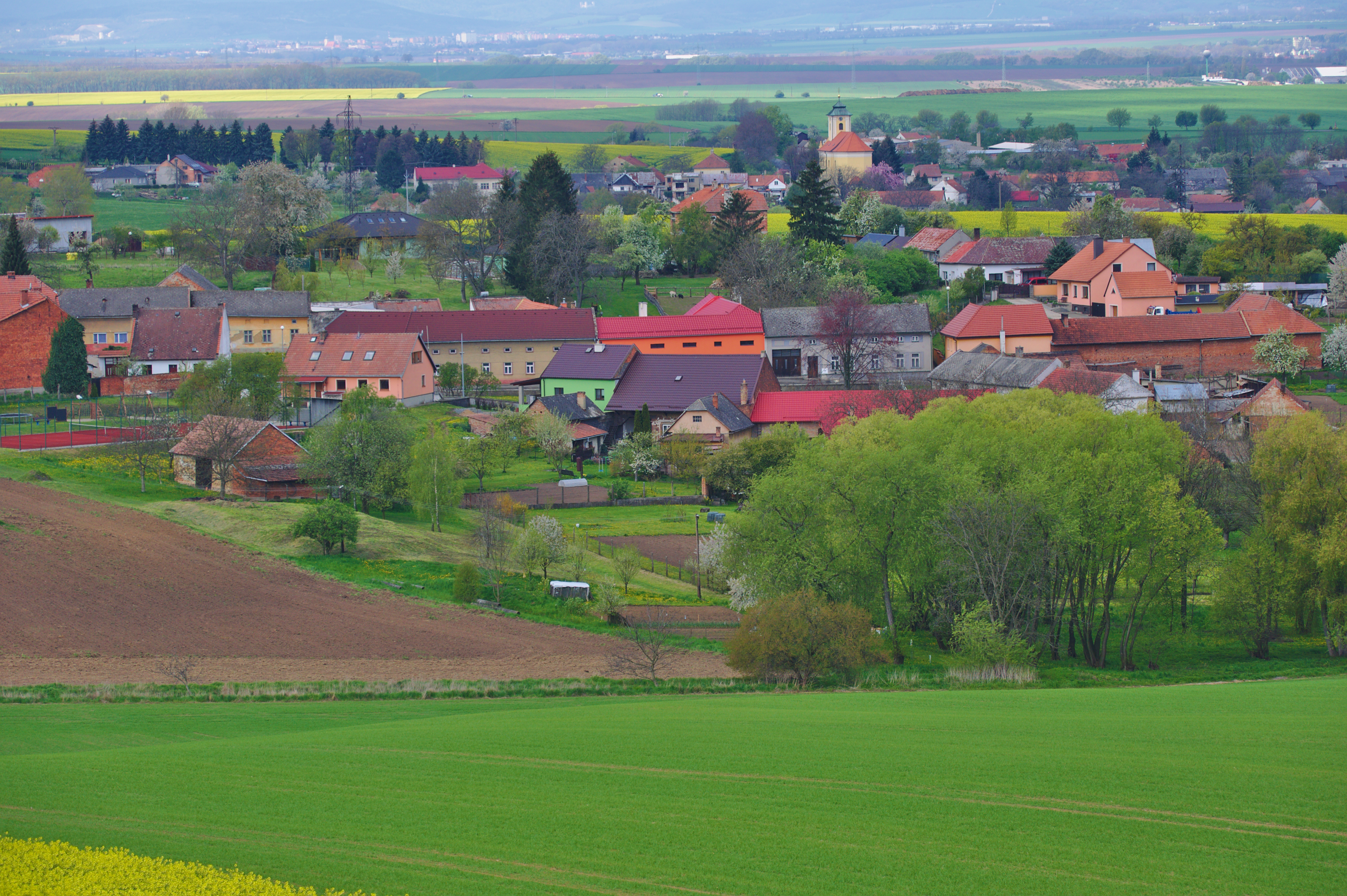
Pohled na obec z rozhledny Vitčice
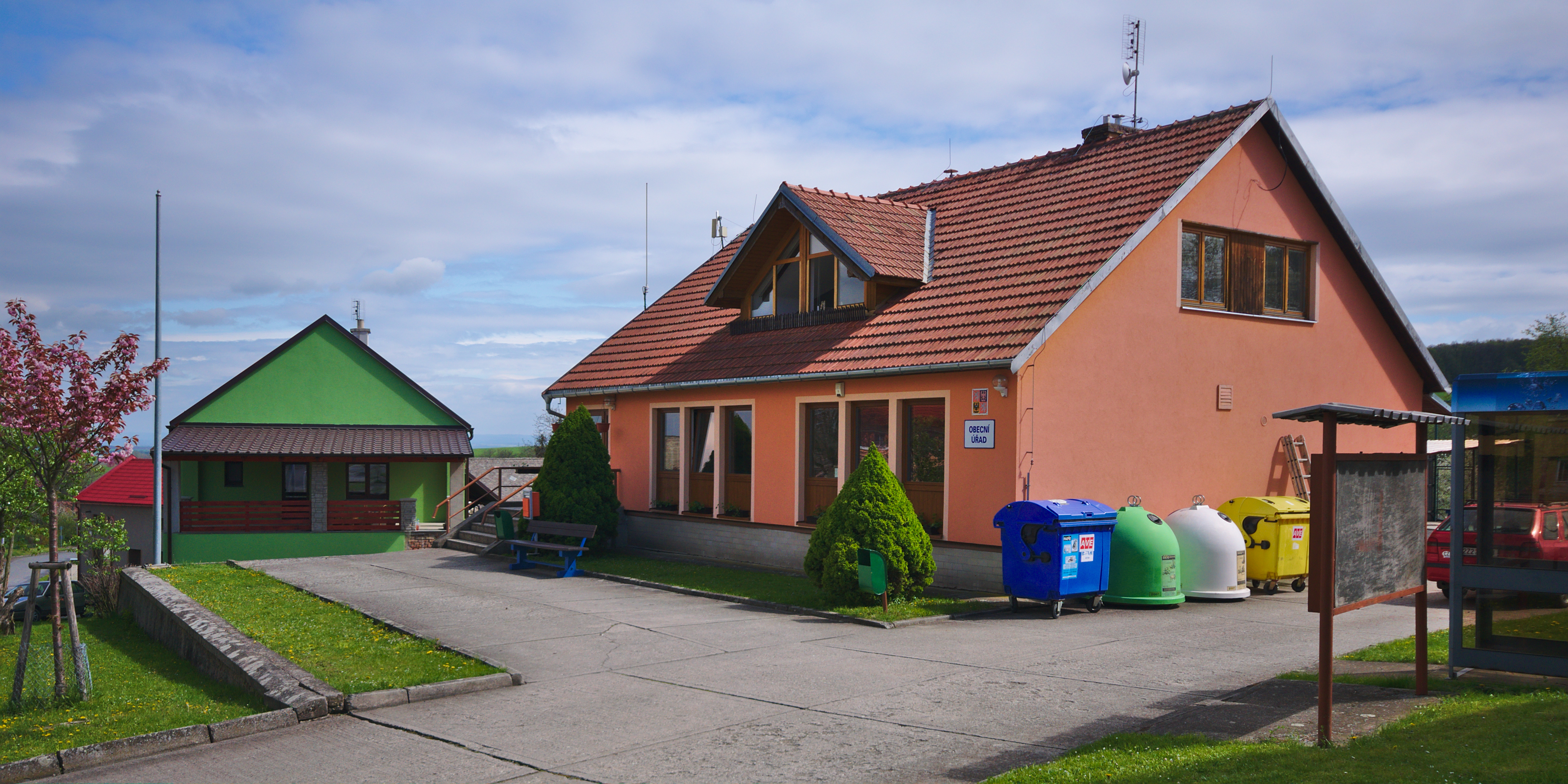
Obecní úřad
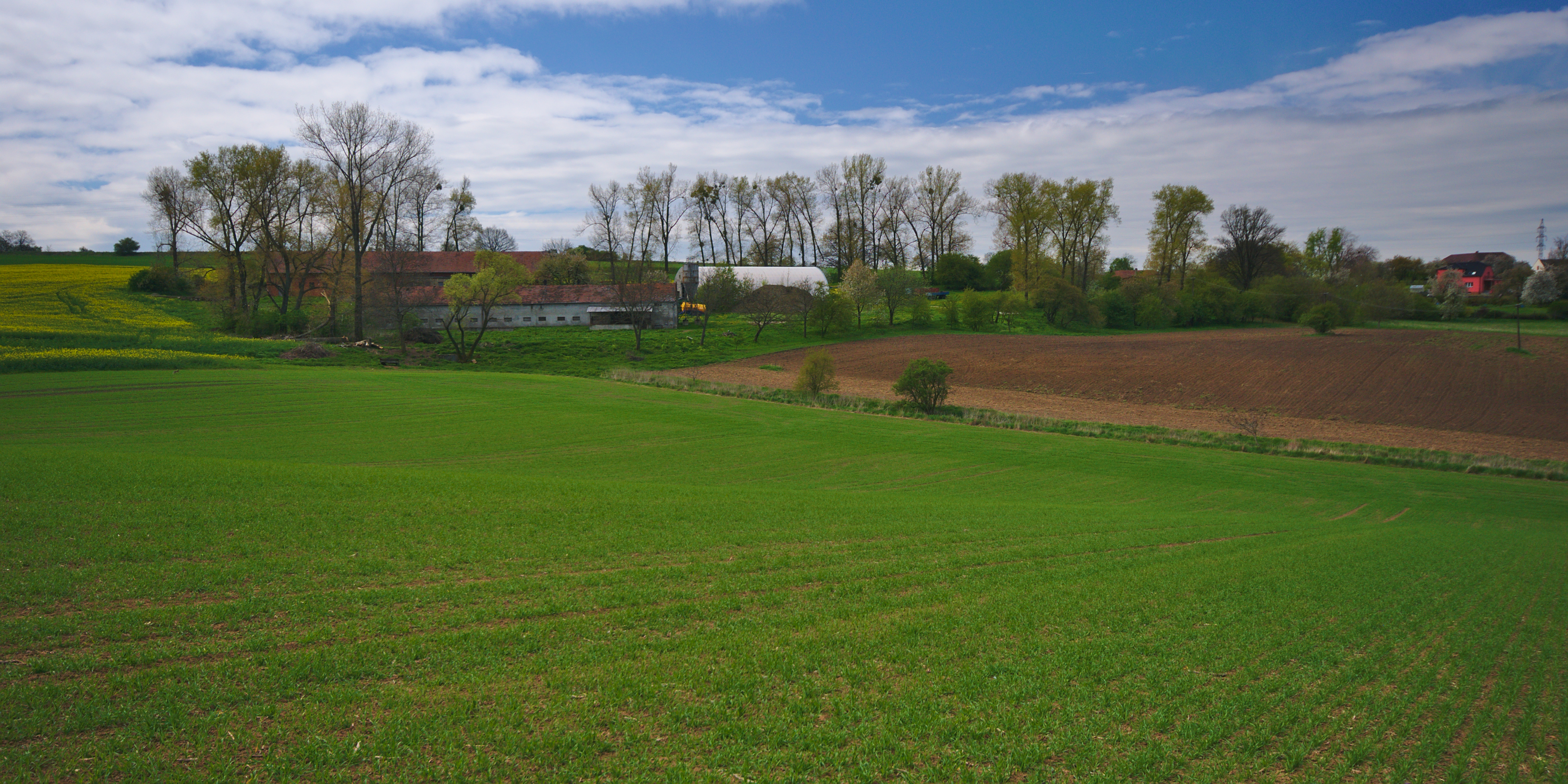
Zemědělské družstvo

## Významní rodáci
Přibyl Antonín (1848 - 1910) - vlastenecký kněz a sběratel lidových písní
Bakalář - Srbecký, Jan Miroslav (1857 - 1935) - spisovatel, kněz a publicista
P. Antonín Přecechtěl (1873 - 1944) - kněz
Přecechtěl František (1913 - 1972) - katolický kněz
Akademik Prof. MUDr. Antonín Přecechtěl, DrSc. (1885 - 1971) - zakladatel, budovatel moderní vědy o nemocech ušních, nosních a krčních